# Lindel
Lindel (Limburgs: 't Linne) is een gehucht in de Belgische provincie Limburg. Het ligt in Overpelt, ten zuiden van het dorpscentrum. Samen met het gehucht Hoeven vormt het Lindelhoeven.

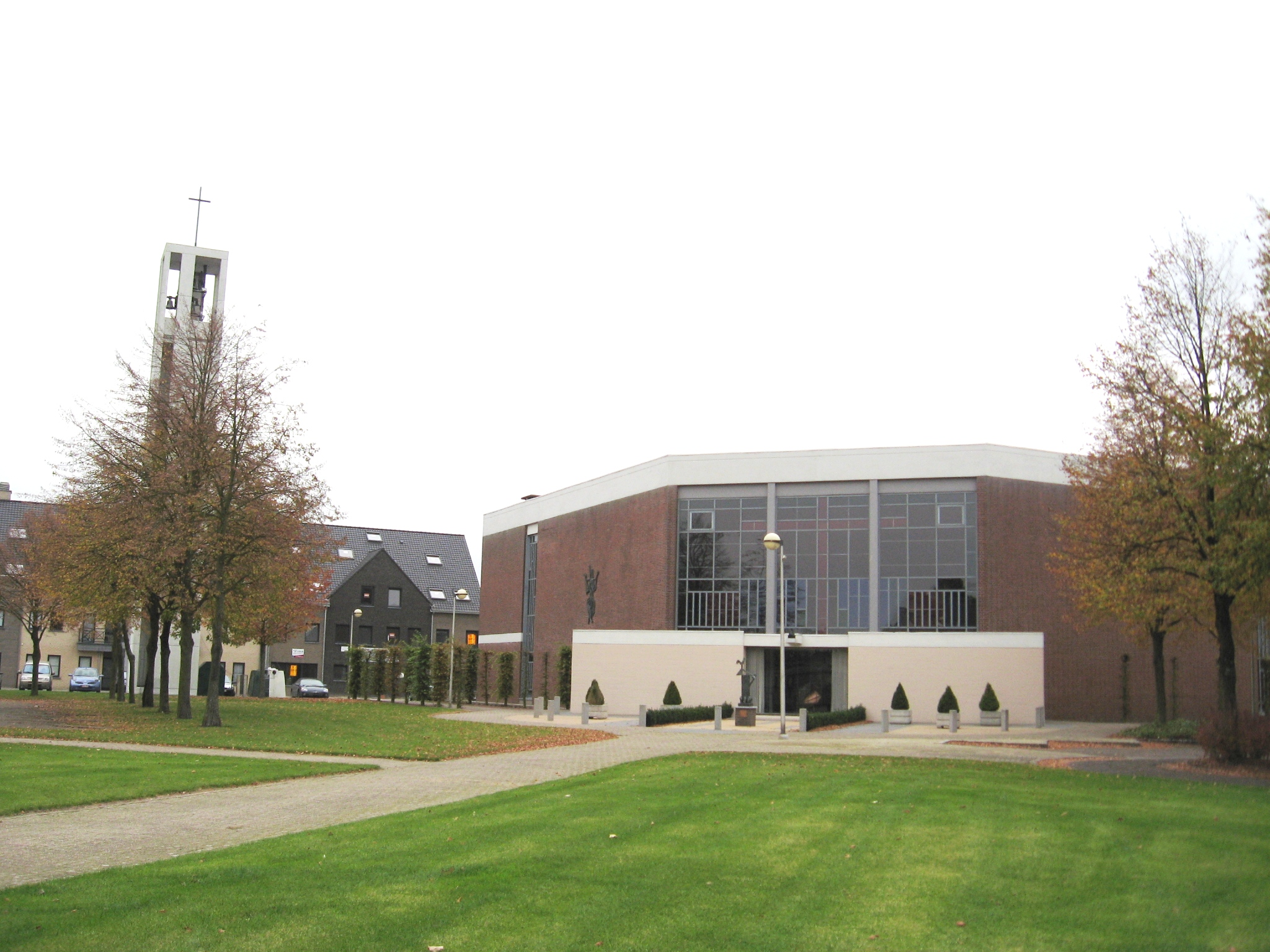
Sint-Corneliuskerk

## Geschiedenis
De naam Lindel is afkomstig van Lindelo, dat lindebos betekent.
De omgeving van Lindel is al lange tijd bewoond. Hiervan getuigen de vondsten van prehistorische urnen en de aanwezigheid van prehistorische grafheuvels. Ook werd er een Merovingische begraafplaats aangetroffen. Het huidige Lindel zou uit de Merovingische tijd stammen en beweerd wordt dat Willibrordus er een kapel stichtte en in 726 zijn bezittingen aldaar schonk aan de Abdij van Echternach.
Op de Ferrariskaart uit de jaren 1770 is de plaats weergegeven als het gehucht Lenden.
Ten oosten van Lindel bevindt zich de Sevensmolen, in het Wandelpark Heesakkerheide. Iets verder naar het oosten ligt de vallei van de Dommel. In 1902 werden de parochies Lindel en het nabijgelegen Hoeven samengevoegd tot de parochie Lindelhoeven. De parochiekerk is de Sint-Corneliuskerk, die zich te Lindel bevindt.

## Nabijgelegen kernen
Overpelt, Kleine-Brogel, Eksel